# 川又常行
川又 常行（かわまた つねゆき、延宝5年〈1677年〉 - 没年不明）とは、江戸時代中期の浮世絵師。 川又派の祖。

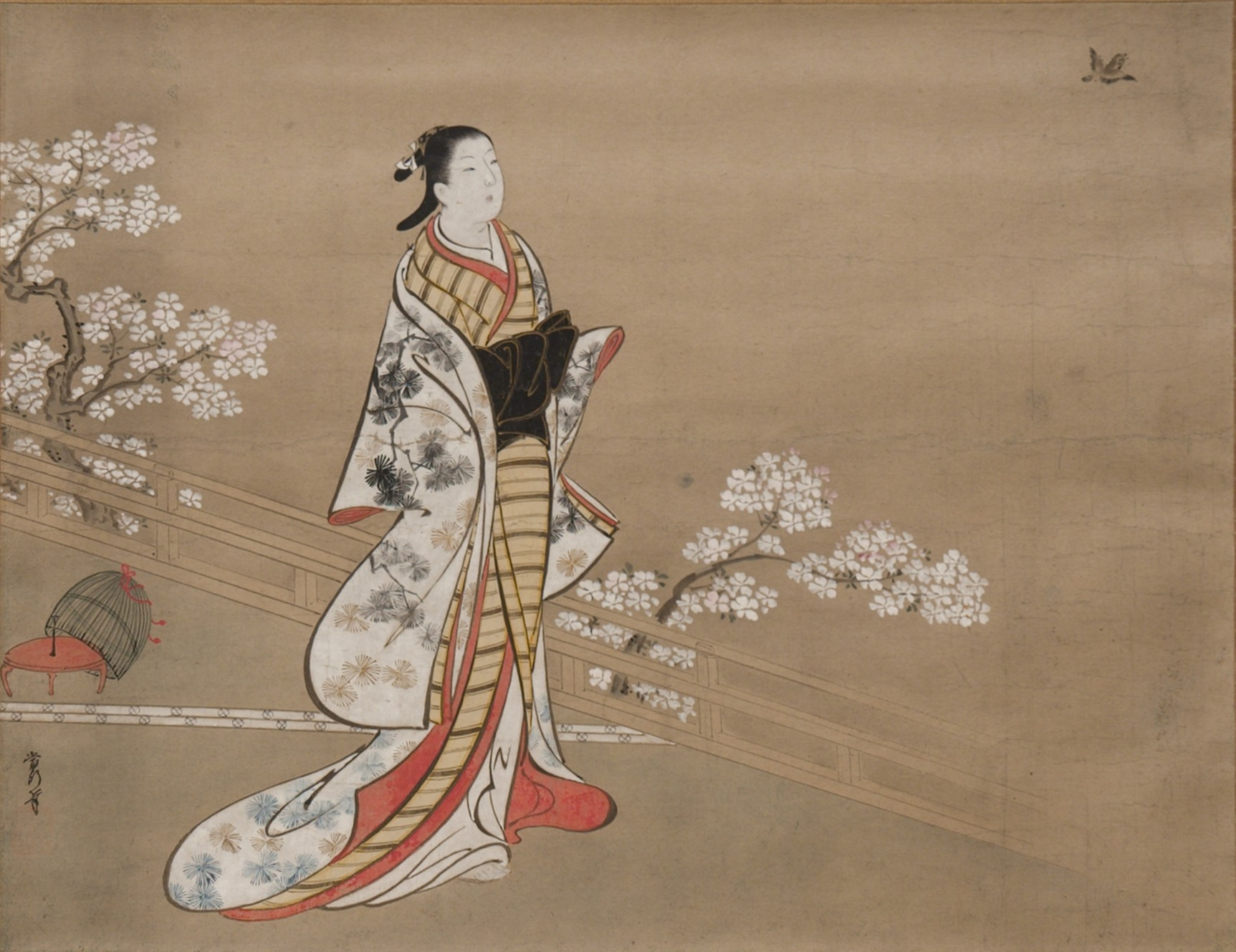
源氏物語の「若紫」に見立てた作品（メトロポリタン美術館所蔵）

## 来歴
新潟出身で、その画名から狩野派（木挽町狩野家）の狩野常信の門人であったとされている（『画乗要略』など）。浮世絵を描いたことで狩野派から破門されたともいわれるが、真偽のほどは定かではない。残されている美人画には人物の容貌に純然たる浮世絵の雰囲気が感じられ、狩野派の印象は見られない。しかし画中の樹木や土坡（どは : 小高く盛り上がった地面）の描写には狩野派の影響が見て取れる。その画風から土佐派や住吉派の影響を受けたとも考えられる。京都で活躍したという説もあるが、江戸風俗を描いた作品が相次いで確認されていることから、江戸の絵師だったと考えたほうが自然である。
宝永から寛保（1704年 - 1744年）にかけて、後の奥村政信や石川豊信、鈴木春信の美人画作品に見られるような温雅かつ繊細な肉筆美人画のみを描いており、錦絵は1点も見られない。現在確認されている作品数は20点以上で、それらの作品の大半が紙本着色である。門人に川又常正がいる。

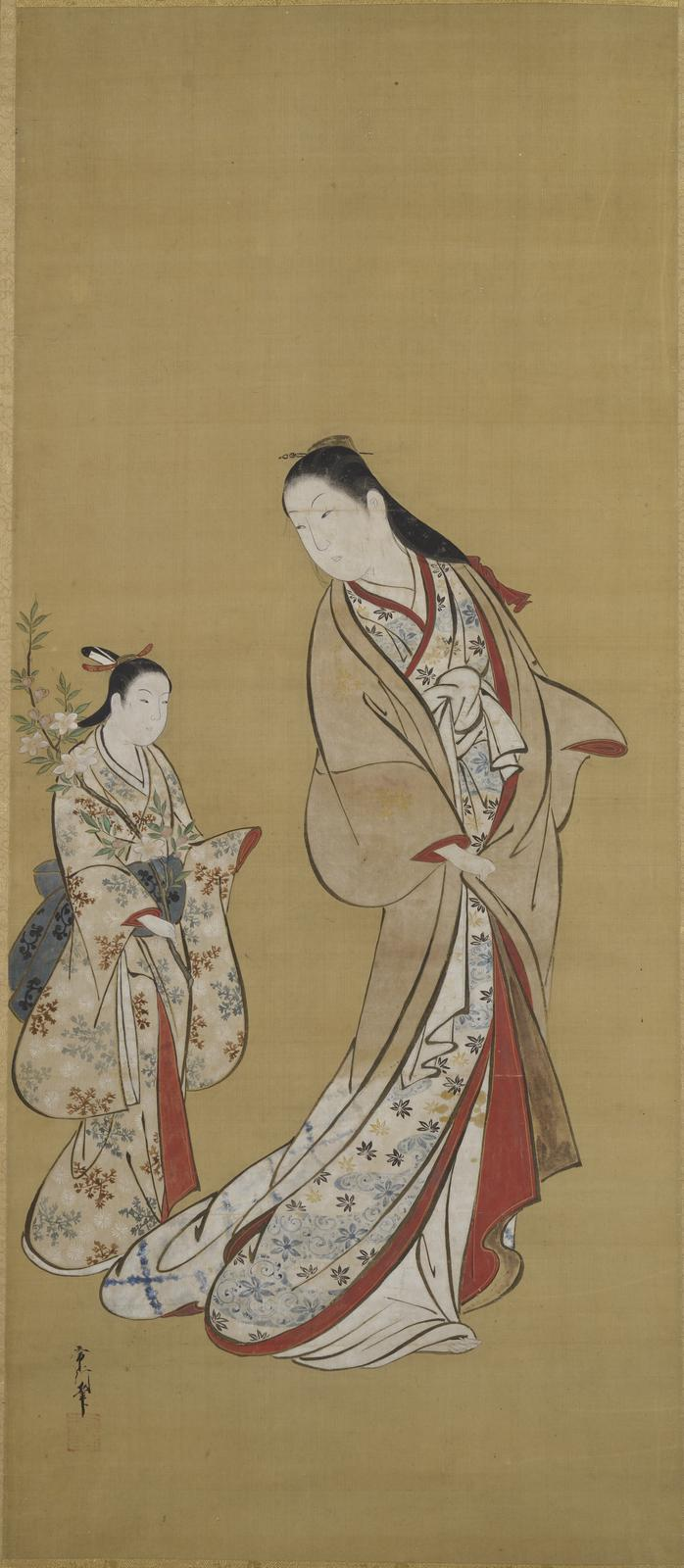
大英博物館所蔵の肉筆作品

## 作品
- 「蚊帳美人図」　紙本着色　東京国立博物館所蔵　※「常行」の白文方印あり（落款なし）
- 「団扇持つ美人図」　紙本着色　東京国立博物館所蔵　※「常行筆」の落款、「常行」の白文方印あり
- 「桜下美人図」　紙本着色　東京国立博物館所蔵　※「常行」の白文方印あり（落款なし）
- 「聞香美人図」　紙本着色　出光美術館所蔵　※「常行筆」の落款、「常行」の白文方印あり
- 「花見美人図」　紙本着色　ニューオータニ美術館所蔵　※「常行筆」の落款、「常行」の白文方印あり
- 「草刈り山路図」　紙本着色　千葉市美術館所蔵　※「常行」の白文方印あり
- 「見立遣唐使」　紙本着色　光記念館所蔵　※「常行」の朱文方印あり。那須ロイヤル美術館（小針コレクション）旧蔵
- 「三浦大助出陣図」　紙本着色　日本浮世絵博物館所蔵
- 「太夫道中図」　紙本着色　奈良県立美術館所蔵　※「常行筆」の落款、「常行」の白文方印あり
- 「縁先納涼美人図」　紙本着色　熊本県立美術館所蔵
- 「望嶽一憩図」　紙本着色　熊本県立美術館所蔵
- 「遊女と禿図」　絹本著色　大英博物館所蔵
- 「縁台遊女図・遊女と禿図」　紙本着色、双幅　ボストン美術館所蔵　※「縁台遊女図」に「かひそなき　聞に床敷　人待つも　いひよる中の　しるへならねは　みやこ路」、「遊女と禿図」に「たへはてぬ　しらへはかりを　おりおりの　ちきりにたのむ　さゝかにのいと　よしすみ」の画讃あり。いずれも「常行」の朱文方印（落款なし）
- 「見立無間鐘図」　紙本着色　ボストン美術館所蔵　※「常行」の朱文方印あり（落款なし）
- 「やつし那須与一」　紙本著色　フリーア美術館所蔵　※「常行」の朱文方印あり（落款なし）
- 「蹴毬図」　紙本着色　フリーア美術館所蔵　※「常行筆」の落款、「常行」の朱文方印あり
- 「貝拾い図」　紙本着色　フリーア美術館所蔵　※「常行」の白文方印、画賛あり（落款なし）
- 「Parody of Murasaki」　紙本着色　メトロポリタン美術館所蔵　※「常行筆」の落款あり